# Зыбин, Александр Александрович
Александр Александрович Зыбин (17 октября 1984, Севастополь) — российский яхтсмен, чемпион России, мастер спорта международного класса, член Сборной России по парусному спорту с 2003 по 2008 год.

## Биография
Отец — Александр Сергеевич Зыбин (1951—2010)., мать — Ирина Анатольевна Зыбина. 
Александр начал заниматься парусным спортом в Севастополе, затем перешёл в яхт-клуб ЦСК ВМФ в Москве. Первых успехов достиг в классе «Лазер», будучи юниором.
Призёр Чемпионатов России в классе «470».
Чемпион России по матч-рейсу 2017года.
Организатор Российской лиги класса «Звёздный» (Russian Star League).
Шкотовый в экипаже Георгия Шайдуко Лиги Чемпионов Star sailors league 2017 года среди звёзд мирового парусного спорта на Багамских островах.
Организатор серии регат среди яхт клубов «Кубок клубов», командор яхт класса «Звёздный» - Флот Чёрного Моря , лидер движения «Развитие парусного спорта в России».
В 2020 году в Департаменте экономического развития города Севастополя занимался приоритетными проектами города, направление — строительство яхтенных марин и яхтенный туризм в регионе. 

### Образование и работа
- Финансовый университет при правительстве РФ
- Академический правовой университет при Российской Академии наук
- Национальный государственный университет физической культуры, спорта и здоровья имени П. Ф. Лесгафта

По состоянию на 2017 год работает в финансовой сфере. Профессиональное направление — трейдинг и аналитика рынка ценных бумаг.